# Cerro de las Cuentas
Cerro de las Cuentas es una localidad uruguaya del departamento de Cerro Largo.

## Ubicación
La localidad se encuentra situada, en la zona suroeste del departamento de Cerro Largo, sobre la cuchilla de la Coronilla, y junto a la ruta 7 en su km 340.

## Población
De acuerdo al censo de 2011 la localidad contaba con una población de 263 habitantes. De los cuales 134 son hombres, y 129 mujeres. Existen 150 viviendas donde 103 están ocupadas y 47 desocupadas.
| 241           | 194 | 208 | 208 | 241 | 263 |
| (Fuente: INE) |     |     |     |     |     |

CERRO DE LAS CUENTAS
UBICACIÓN GEOGRÁFICA
Se encuentra al sur oeste del Dpto. 7ª sección. Ubicado sobre la Cuchilla del Coronilla. Por detrás del Cerro se encuentra el Arroyo Quiebra Yugo, gajo del Tupambaé que desemboca en el Río Negro.

PROCEDENCIA DEL NOMBRE
Debe su nombre a las “cuentas” de vidrio o porcelana que suelen aparecer y que se supone son de origen español, que llegaron a manos de nuestros indígenas. 
El cerro probablemente fuera un lugar de rito y culto a los dioses, no se cree que fuera sepulcro de los mismos ya que no se han encontrado restos de los mismos en el cerro. En otros lugares del país se han encontrado cuentas, como en Minas, Sierra de las Ánimas. En costas del Río Uruguay apareció un esqueleto indígena con una pulsera de cuentas.
Las cuentas tienen diferentes colores: blancas, rojas, celestes y negras. Son redondas, achatadas y de un diámetro de 3 mm. En el Museo Histórico del Departamento existe un collar de cuentas formado por cuentas de este cerro y que fue donado por el Sr. Paco Perdomo.

GEOGRÁFICAMENTE
El cerro tiene 100 m aproximadamente de altura, suelo de rocas blandas (areniscas) fácilmente erosionables por la acción de distintos agentes: el viento, agua, temperatura (el sol dilata la roca, el frío la contrae), esto provoca el fenómeno meteorización (provocada por el hombre ya que se ve muy escaso ganado en sus alrededores).
En la falda del cerro una gran manguera de piedra permanece intacta al transcurrir del tiempo; vestigio de una época anterior al alambrado (que llega hacia 1880 aproximado).
Como sabemos, Cerro Largo será, desde los albores de nuestra historia, un lugar de intenso tránsito. Indios de las misiones que llegaban a recorrer ganados de la “Vaquería del Mar”, inmensa estancia misionera que abarcaba todo el este de nuestro país. Soldados portugueses que trataban de empujar hacia el Sur la línea divisoria que divide a sus territorios con España. Soldados españoles que buscaban impedir que los portugueses invadieran el sur. Colonos españoles que buscaban establecerse, formando enormes estancias cuya propiedad solicitaban después a los gobernantes del momento. Contrabandistas portugueses que unían - a caballo - la lejana San Pablo o Río de Janeiro, los centros de poder lusitano, con la Colonia, centro militar que fue fundado por ellos como forma de llegar al Río de la Plata.
Existían en esa época muy pocos caminos que fueran transitables en invierno. Uno de ellos, a nuestro juicio el más importante, era el llamado Camino de Cuchilla Grande, que permitía unir el norte de nuestro Uruguay con Montevideo o con Colonia. Ese camino transitable todo el año fue recorrido a lo largo de nuestra historia por colonos, indios y por ejércitos, y a su costado se fueron formando poblaciones, generalmente en torno a algún comercio o alguna pulpería.
Ese camino fue tan importante para nuestro desarrollo que fue utilizado prácticamente hasta los comienzos del siglo XX, sustituidos por las modernas carreteras (Ruta 7) o por el ferrocarril, pero siempre enormemente transitado. Recordemos que, antes de existir la Ruta 8, todo el tránsito desde y hacia Montevideo, se hacía por esta ruta.
Cerro de las Cuentas no fue una excepción.
El primer poblador de la zona fue Don Antonio Bordón, que tenía estancia desde 1792, es decir, desde antes de la fundación de Melo. En 1810 se dirige al Comandante Militar de Melo, Don Joaquín de Paz y solicita se le reconozca la propiedad de una estancia que pobló desde 1792.
Dice Bordón en su petición: “En 1791 usó de licencia absoluta en el Regimiento de Dragones de esta Provincia y en 1792 se vino con su mujer y su familia poblando la zona conocida como Cerro de las Cuentas.
Su campo tenía una legua de frente por dos leguas de fondo al arroyo Sarandí, que cae al Tupambaé, lindero con Doma Urbana Giménez (que dio nombre al Rincón de la Urbana). No sabemos mucho más de esta familia. Consta que Don Antonio Bordón era paraguayo, seguramente indio misionero, que era casado con María Ignacia Ballejos y que murió con más de 80 años en Fraile Muerto. Este es el primer documento donde leemos el nombre de la zona.
El investigador Orestes Araújo en su Diccionario Geográfico del Uruguay – edición del año 1900 – dice: “En la cima del Cerro de las Cuentas hasta hace poco tiempo se encontraban en abundancia cuentas de vidrio de todo color, esto hace presumir que moraron o fueron enterrados los caciques de más valor de las tribus indígenas que hasta mediados del S. XVIII erraban por estas regiones.”
Aunque no podemos probarlo, suponemos que alrededor de una vieja pulpería y parada de diligencias de Yáñez fue naciendo el centro poblado que servía también como desvío hacia Tres Islas. En 1913 señalamos que existía la escuela Nº 55 cuya maestra era Florencia Castro, siendo el Juez de Paz el Señor Pascual Estavillo que era también propietario en una pulpería de Tres Islas, el Comisario en esa época era José Marindo Teixeira, el Subcomisario Felipe Gómez, y el Escribiente Alfredo Diez. En esa época figuran en Cerro de las Cuentas tres comercios importantes: el de Nicasio Anastasia, el ya mencionado y posta de Yáñez y Cía. y el de Elías Siuffe. Ya funcionaba el ferrocarril.
Años más tarde se abrió una cantera de donde se sacará el material para realizar el primer hormigón de las calles centrales de Melo.
En 1954 el pueblo cuenta con aproximadamente 300 habitantes. Sus autoridades son: Comisario Hernán Eyherabide, y el Jefe de la Oficina de Correos: Orosmán Yáñez. La escuela, ahora número 66, cuya directora era G.C. de Cirión, y el jefe de la Estación Don Pedro Giménez. A pesar de la escasa población contaba con dos almacenes: el de Pablo Esteban y Francisco González, la carnicería de Carlos M. Píriz, y hasta un peluquero, Don Juan Morales. Los comercios de ramos generales eran de Francisco Dau, Manuel F. Lucas y Orosmán Yáñez.
Estimamos que esta breve reseña permitirá realizar investigaciones sobre los orígenes de ese pueblo y el lugar de ubicación de sus estancias vecinas y su vida comercial, agregando o corrigiendo estos apuntes. El farol que inauguran seguramente marcará un mojón en lo que tiene que ver con la recuperación de la historia de este departamento, de sus centros poblados y de su memoria cultural.
Germán Gil Villamil – Melo Setiembre de 19999

LAS CUENTAS EN LA HISTORIA
Una de las teorías manejadas es que las CUENTITAS fueron traídas de Europa en el siglo XVII, por soldados conquistadores o curas jesuitas. Se las obsequiaban a los indígenas guaraníes a cambio de favores y se presume que éstos las usaban para rituales religiosos indígenas.
Por documentos se sabe que desde el siglo XVII se lo conoce al Cerro con el nombre de Cerro de las Cuentas.
En 1832 Charles Darwin visitó la zona y se llevó del Cerro varias cuentitas.
Según estudios, son de vidrio veneciano.
Aporte del profesor de historia Marcos Hernández